# Teodolfo Mertel
Teodolfo Mertel (Allumiere, 6 febbraio 1806 – Allumiere, 11 luglio 1899) è stato un avvocato, magistrato, politico e cardinale italiano, l'ultimo a ricevere la porpora cardinalizia senza essere ordinato almeno sacerdote.

## Biografia
Figlio di Isidoro, panettiere bavarese, compì i primi studi presso la scuola del suo paese natale gestita dai frati cappuccini.
Il 16 luglio 1828 conseguì a Roma la laurea in utroque iure e si iscrisse nel giugno 1831 all'albo degli avvocati della curia romana. Nel 1833 fu nominato giudice supplente al tribunale dell'uditore della camera.
Nel 1835 fece pubblicare dalla tipografia Strambi di Civitavecchia un suo saggio dal titolo Cenni istorici sulle miniere delle Allumiere rimanendo anonimo.
Durante questo periodo servì, in qualità di avvocato, il paese natio e divenne prefetto della congregazione di Sant'Ivo, nata con lo scopo di assicurare il patrocinio legale gratuito a persone indigenti. Nel 1847 divenne uditore della Rota per la provincia di Romagna, posto lasciato vacante da Giuseppe Bofondi, nominato Cardinale e futuro Segretario di Stato.
Durante il pontificato di Papa Pio IX fece parte, in qualità di segretario, della commissione per la preparazione dello statuto fondamentale dello Stato Pontificio. Dopo la caduta della Repubblica Romana iniziò la sua carriera politica; nel 1850 fu ministro senza portafoglio e dal 1853 ricoprirà i delicati incarichi di ministro degli interni e di grazia e giustizia.
Papa Pio IX lo elevò al rango di cardinale nel concistoro del 15 marzo 1858 assegnandoli la diaconia di Sant'Eustachio; Mertel, che non aveva mai ricevuto l'ordine sacro, fu ordinato diacono il successivo 16 maggio dallo stesso Pio IX.
Negli anni successivi ricoprì anche gli incarichi di segretario dei memoriali e segretario dei brevi. Nel 1864 fu nominato vice cancelliere di Santa Romana Chiesa.
Partecipò al conclave del 1878 che elesse papa Leone XIII.
Il 18 novembre 1881 lasciò la precedente diaconia per quella di Santa Maria in Via Lata e il 24 marzo 1884 divenne cardinale diacono di San Lorenzo in Damaso, titolo che spettava di diritto al vice cancelliere anche se questi non era cardinale presbitero.
Morì all'età di 93 anni a causa di un'improvvisa polmonite nel suo paese natale, dove era solito trascorrere il periodo estivo.